# Ноокатский район
Ноока́тский район (Наукатский район, Наукат, кирг. Ноокат району) — административно-территориальная единица Ошской области Кыргызстана. Административный центр — город Ноокат (также Ноокат).

## История
29 октября 1958 года к Ноокатскому (Наукатскому) району была присоединена часть территории упразднённого Янги-Наукатского района, а 26 ноября 1959 года — часть территории упразднённого Уч-Коргонского района.

## Население
По данным переписи населения Кыргызстана 2021 года, численность населения района составила 389 455 жителей, в том числе:
- киргизы — 320 920 человек или 73,6 %,
- узбеки — 41 299 человек или 25,9 %,
- хемшилы — 276 человек или 0,1 %,
- турки — 8679 человек или 0,1 %,
- русские — 5641 человек или 0,1 %,
- татары — 7123 человека или 0,05 %,
- другие — 3629 человек или 0,1 %.

## Административно-территориальное деление
В состав района входят 1 город районного значения — Ноокат и 16 аильных (сельских) округов, в которых расположены 97 сельских населённых пунктов:
1. Бельский аильный округ: с. Бель (центр), Кайрагач, Жаш, Таш-Булак;
2. Гюльстанский аильный округ: с. Им. Фрунзе (центр), Гюльстан, Беш-Коргон, Бостон, Чон-Кыштоо;
3. Джаны-Ноокатский аильный округ: с. Джаны-Ноокат (центр), Кызыл-Тейит, Темир-Корук, Дон-Кыштак, Жандама, Катта-Тал, Кунгой-Хасана, Мончок-Добо, Тескей;
4. Исановский аильный округ: с. Джаны-Базар (центр), Джар-Коргон, Фёдорово, Чёч-Дёбё, Коджоке, Кичик-Алай;
5. Кара-Ташский аильный округ: с. Кара-Таш (центр), Нойгут;
6. Кенешский аильный округ: с. Куу-Майдан (центр), Ак-Терек, Арбын, Чегеден, Шанкол, Байыш, Батуу, Дары-Булак;
7. Кок-Бельский аильный округ: с. Кок-Бель (центр), Кайынды;
8. Кулатовский аильный округ: с. Коджо-Арык (центр), Акчал, Баглан, Кош-Дебе, Кызыл-Булак, Абшыр-Ата, Арык-Тейит, Кулуштан;
9. Кок-Жарский аильный округ: с. Кёк-Джар (центр, с 1991 года Кок-Жар), Алашан, Борбаш, Джийде, Каранай, Сарыканды;
10. Кыргыз-Атинский аильный округ: с. Кетерме (центр), Борко, Кара-Ой, Кара-Таш, Кыргыз-Ата, Таш-Булак, Ак-Булак;
11. Мирмахмудовский аильный округ: с. Им. Чапаева (центр), Арал, Барын, Будайлык, Капчыгай, Кара-Кокту;
12. Найманский аильный округ: с. Найман (центр), Улуу-Тоо;
13. Он Эки-Бельский аильный округ: с. Он Эки-Бель (центр), Нарай, Мырза-Найман, Он-Эки-Мойнок, Орнок;
14. Им. Токтомата Зулпуева аильный округ: с. Учбай (центр), Айбек, Ак-Чабуу, Интернационал, Караке, Коммунизм, Осор, Таштак, Чучук, Ятан;
15. Теелес аильный округ: с. Муркут (центр), Ай-Тамга, Герей-Шорон, Джайылма, Додон, Кенеш, Меркит, Толман, Кара-Кечит;
16. Ынтымакский аильный округ: с. Ынтымак (центр), Беш-Буркан, Арык-Бою, Дон-Маала, Акшар, Таш-Булак, Челекчи, Ничке-Суу.